# Europaspiele 2019/Teilnehmer (Malta)
| Gelbes Symbol für Goldmedaillen mit stilisierten Olympischen Ringen | Graues Symbol für Silbermedaillen mit stilisierten Olympischen Ringen | Braundes Symbol für Bronzemedaillen mit stilisierten Olympischen Ringen |
| ------------------------------------------------------------------- | --------------------------------------------------------------------- | ----------------------------------------------------------------------- |
| —                                                                   | —                                                                     | —                                                                       |

Malta nahm an den Europaspielen 2019 vom 21. bis 30. Juni 2019 in Minsk mit zwei Athletinnen und zwei Athleten an drei Sportarten teil.

## Ergebnisse

### Judo
| Athleten       | Wettbewerb                    | 1. Runde (64er) | 1. Runde (64er) | 2. Runde (32er)   | 2. Runde (32er) | Achtelfinale  | Achtelfinale  | Viertelfinale | Viertelfinale | Halbfinale    | Halbfinale    | Finale        | Finale        | Rang |
| Athleten       | Wettbewerb                    | Gegner          | Ergebnis        | Gegner            | Ergebnis        | Gegner        | Ergebnis      | Gegner        | Ergebnis      | Gegner        | Ergebnis      | Gegner        | Ergebnis      | Rang |
| -------------- | ----------------------------- | --------------- | --------------- | ----------------- | --------------- | ------------- | ------------- | ------------- | ------------- | ------------- | ------------- | ------------- | ------------- | ---- |
| Männer         |                               |                 |                 |                   |                 |               |               |               |               |               |               |               |               |      |
| Jeremy Saywell | Halbleichtgewicht (bis 66 kg) | -               | -               | Heorhij Santaraja | 0:11            | ausgeschieden | ausgeschieden | ausgeschieden | ausgeschieden | ausgeschieden | ausgeschieden | ausgeschieden | ausgeschieden | —    |

### Radsport (Straße)
| Athleten        | Wettbewerb    | Zeit      | Rang |
| --------------- | ------------- | --------- | ---- |
| Männer          |               |           |      |
| Alexander Smyth | Straßenrennen | 4:16:43 h | 95   |

### Schießen
| Athleten        | Wettbewerb               | Qualifikation  | Qualifikation | Finale         | Finale        | Rang |
| Athleten        | Wettbewerb               | Ringe/Scheiben | Rang          | Ringe/Scheiben | Rang          | Rang |
| --------------- | ------------------------ | -------------- | ------------- | -------------- | ------------- | ---- |
| Frauen          |                          |                |               |                |               |      |
| Eleanor Bezzina | 25 m Schnellfeuerpistole | 565            | 30            | ausgeschieden  | ausgeschieden | 30   |
| Mikaela Galea   | Trap                     | 89             | 28            | ausgeschieden  | ausgeschieden | 28   |